# بیماری پیلیتسئوس-مرتسباخر
بیماری پیلیتسئوس-مرتسباخر (انگلیسی: Pelizaeus–Merzbacher disease) یک بیماری عصبی است که در آن به اُلیگودندروسیت‌های دستگاه عصبی مرکزی آسیب می‌رسد. علت این بیماری جهش در ژن پروتئین پروتئولیپید ۱ (PLP1) است که یکی از پروتئین‌های اصلی میلین محسوب می‌شود. مشخصهٔ این بیماری، کاهش میلین‌سازی به‌دور برخی رشته‌های عصبی است و به دسته‌ای از بیماری‌های ژنتیکی موسوم به لکودیستروفی‌ها تعلق دارد.

## علائم و نشانه‌ها
نشانهٔ اصلی بیماری، عدم وجود حرکت در دست‌ها و پاها یک‌کم‌حرکتی آنان، مشکلات تنفسی و حرکات افقی در چشمان است. شروع این بیماری معمولاً در سنین نوزادی است که مشخصهٔ اصلی‌اش نیستاگموس و هیپوتونی است. توانایی‌های حرکتی یا به‌تأخیر می‌افتد و یا آنکه هرگز حاصل نمی‌شود که البته بستگی به شدت و وخامت جهش ژنی دارد. بیشتر کودکان مبتلا به این بیماری، تکلم دیگران را درک می‌کنند و خودشان هم اندکی قادرند حرف بزنند. علائم دیگر بیماری شامل لرزش، عدم هماهنگی عضلانی، حرکات غیرارادی، گام‌های نااستوار، و بروز سفتی تدریجی در عضلات دست‌ها و پاهاست. انقباض شدید مرضی عضلات (Muscle contracture) در طی زمان، تدریجاً رخ می‌دهد و عملکرد ذهنی نیز ممکن است دچار دستخوش تغییر گردد. برخی بیماران ممکن است تشنج و نافُرمی اسکلتی همچون کژپشتی پیدا کنند.

## علت
بیماری پیلیتسئوس-مرتسباخر، نوعی بیماری ارثی وابسته به کروموزوم X است که در اثر جهش در ژنِ تولیدکنندهٔ یکی از پروتئین‌های اصلی میلین به نام پروتئین پروتئولیپید ۱ (PLP1) پدید می‌آید. در اثرِ این جهش ژنی، تولید میلین در دستگاه عصبی مرکزی کاهش یافته و بیماری مغزی-عصبی شدید رخ می‌دهد. بیشتر این جهش‌ها سبب دونسخه‌نویسی از ژن PLP1 می‌گردد. البته جهش حذفی هم در این ژن دیده شده که عموماً سبب بیماری خفیف‌تری می‌گردد.

## تشخیص
شک بالینی به این بیماری، نخستین بار توسط تصویرسازی تشدید مغناطیسی مغز صورت می‌پذیرد که طی آن، چگالی سیگنالی بالا در T2 در سرتاسر مغز دیده می‌شود و اغلب تا سن ۱ سالگی پدیدار می‌گردد.
این بیماری متعلق به گروهی از اختلالات ژنتیکی موسوم به لکودیستروفی‌هاست که سبب اختلال در تولید و رشد غلاف میلین به‌دور فیبرهای عصبی در دستگاه عصبی مرکزی می‌گردد.
بیماری پیلیتسئوس-مرتسباخر شامل انواع گوناگون «کلاسیک»، «انتقالی» و «فرم بالغین» است.

## درمان
هیچ درمان قطعی یا استاندارد برای این بیماری وجود ندارد. پیش‌آگهی بیماری نیز متفاوت است. مبتلایان به انواع شدید بیماری معمولاً به سنین نوجوانی نمی‌رسند و مبتلایان به نوع خفیف بیماری ممکن است تا دوران بزرگسالی هم زنده بمانند.

## پژوهش‌ها
در دسامبر ۲۰۰۸ میلادی شرکت «استم‌سل» در ایالات متحده آمریکا، فاز اول از کارآزمایی بالینی پیوند سلول‌های بنیادی عصبی در انسان را آغاز کرد. این کارآزمایی موفق نبود و این شرکت، به‌دنبال نتایج ناامیدکنندهٔ حاصله، ورشکست شد.
در سال ۲۰۱۹ میلادی پال جی. تسار با استفاده از روش کریسپر و «درمان آنتی‌سنس» این بیماری را در موش‌های آزمایشگاهی با موفقیت درمان نمود. درمان‌های مبتنی بر «شلاته‌کردن با آهن» نیز در دست بررسی و پژوهش است.

## تاریخچه
این بیماری نخستین بار توسط دو پزشک عصب‌شناس آلمانی با نام‌های فردریش کریستف پیلیتسئوس و لودویگ مرتسباخر توصیف شد و به افتخار آن دو نام‌گذاری شد.